# Râul Agriș, Cormoș
Râul Agriș este un afluent al râului Cormoș. 

## Hărți
- Harta județului Covasna
- Harta Munții Harghita  Arhivat în 20 iulie 2008, la Wayback Machine.
- Harta Munții Bodoc-Baraolt  Arhivat în 29 ianuarie 2014, la Wayback Machine.